# دولت نخست محمد مصدق
دولت نخست محمد مصدق یکی از دولت‌های دوران پادشاهی مشروطه در دورهٔ پهلوی است که از اردیبهشت ۱۳۳۰ تا تیر ۱۳۳۱ فعالیت کرد. رئیس این دولت، محمد مصدق بود.
با استعفای حسین علاء از نخست‌وزیری، مجلس شورای ملی در جلسهٔ خصوصی روز ۷ اردیبهشت ۱۳۳۰، تمایل خود به زمامداری مصدق — نمایندهٔ اقلیت و رئیس کمیسیون مخصوص نفت — را ابراز کرد و محمدرضاشاه در ۸ اردیبهشت، مصدق را به نخست‌وزیری منصوب کرد. مصدق، هیئت وزیران را در روز ۱۱ اردیبهشت به شاه، در روز ۱۲ اردیبهشت به مجلس شورای ملی، و در روز ۱۴ اردیبهشت به مجلس سنا معرفی کرد.

## رأی اعتماد
ابراز تمایل به نخست‌وزیری
| تاریخ           | مجلس | رأی             | منبع  |
| --------------- | ---- | --------------- | ----- |
| ۷ اردیبهشت ۱۳۳۰ | شورا | ۷۹ از ۱۱۰ (۷۲٪) | [ ۳ ] |
| ۸ اردیبهشت ۱۳۳۰ | سنا  | ۲۹ از ۴۳ (۶۷٪)  | [ ۴ ] |

تصویب برنامه دولت
| تاریخ            | مجلس | رأی             | منبع  |
| ---------------- | ---- | --------------- | ----- |
| ۱۵ اردیبهشت ۱۳۳۰ | شورا | ۹۹ از ۱۰۲ (۹۷٪) | [ ۵ ] |
| ۱۸ اردیبهشت ۱۳۳۰ | سنا  | ۴۸ از ۵۱ (۹۴٪)  | [ ۶ ] |

تداوم برنامه دولت
| مرتبه | تاریخ         | مجلس | رأی             | منبع   |
| ----- | ------------- | ---- | --------------- | ------ |
| اول   | ۳۰ خرداد ۱۳۳۰ | شورا | ۹۱ از ۹۲ (۹۹٪)  | [ ۷ ]  |
| اول   | ۳۰ خرداد ۱۳۳۰ | سنا  | ۴۱ از ۴۴ (۹۳٪)  | [ ۷ ]  |
| دوم   | ۳۰ مرداد ۱۳۳۰ | شورا | ۷۲ از ۸۱ (۸۹٪)  | [ ۸ ]  |
| دوم   | ۳۰ مرداد ۱۳۳۰ | سنا  | ۳۳ از ۳۶ (۹۲٪)  | [ ۸ ]  |
| سوم   | ۳ آذر ۱۳۳۰    | شورا | ۹۰ از ۱۰۷ (۸۴٪) | [ ۹ ]  |
| سوم   | ۴ آذر ۱۳۳۰    | سنا  | ۳۶ از ۳۶ (۱۰۰٪) | [ ۱۰ ] |

توضیح: رئیس مجلس شورای ملی در رأی‌گیری‌ها شرکت نداشت.

## هیئت دولت
| نخست‌وزیر                        |  | محمد مصدق                   | ۸ اردیبهشت ۱۳۳۰  | ۱۴ تیر ۱۳۳۱      | جبهه ملی | [ ۱۲ ]        |
| وزیران                          |  |                             |                  |                  |          |               |
| وزیر اقتصاد ملی                 |  | شمس‌الدین امیرعلائی          | ۱۷ اردیبهشت ۱۳۳۰ | ۱۰ مرداد ۱۳۳۰    | جبهه ملی | [ ۱۴ ]        |
| وزیر اقتصاد ملی                 |  | علی امینی                   | ۹ آذر ۱۳۳۰       | ۱۴ تیر ۱۳۳۱      | مستقل    | [ ۱۵ ]        |
| وزیر امور خارجه                 |  | سید باقر کاظمی              | ۱۱ اردیبهشت ۱۳۳۰ | ۱۴ تیر ۱۳۳۱      | جبهه ملی | [ ۱۶ ]        |
| وزیر بهداری                     |  | محمدحسن لقمان ادهم          | ۱۱ اردیبهشت ۱۳۳۰ | ۲ مهر ۱۳۳۰       | مستقل    | [ ۱۶ ]        |
| وزیر بهداری                     |  | محمدعلی ملکی                | ۲ مهر ۱۳۳۰       | ۱۴ تیر ۱۳۳۱      | مستقل    | [ ۱۷ ]        |
| وزیر پست و تلگراف و تلفن        |  | یوسف مشار                   | ۱۱ اردیبهشت ۱۳۳۰ | ۹ آذر ۱۳۳۰       | جبهه ملی | [ ۱۶ ]        |
| وزیر پست و تلگراف و تلفن        |  | غلامحسین صدیقی              | ۲۰ آذر ۱۳۳۰      | ۱۴ تیر ۱۳۳۱      | جبهه ملی | [ ۱۸ ]        |
| وزیر جنگ                        |  | علی‌اصغر نقدی                | ۱۱ اردیبهشت ۱۳۳۰ | ۹ آذر ۱۳۳۰       | نظامی    | [ ۱۶ ]        |
| وزیر جنگ                        |  | مرتضی یزدان‌پناه             | ۹ آذر ۱۳۳۰       | ۱۴ تیر ۱۳۳۱      | نظامی    | [ ۱۵ ]        |
| وزیر دارایی                     |  | محمدعلی وارسته              | ۱۱ اردیبهشت ۱۳۳۰ | ۲ مهر ۱۳۳۰       | مستقل    | [ ۱۶ ]        |
| وزیر دارایی                     |  | محمود نریمان                | ۲ مهر ۱۳۳۰       | ۹ آذر ۱۳۳۰       | جبهه ملی | [ ۱۷ ] [ ۱۹ ] |
| وزیر دارایی                     |  | علی‌اصغر فروزان*             | ۲۰ آذر ۱۳۳۰      | ۲۳ اسفند ۱۳۳۰    | مستقل    | [ ۱۸ ]        |
| وزیر دارایی                     |  | محمدعلی وارسته              | ۲۳ اسفند ۱۳۳۰    | ۱۴ تیر ۱۳۳۱      | مستقل    | [ ۲۰ ]        |
| وزیر دادگستری                   |  | علی هیئت                    | ۱۱ اردیبهشت ۱۳۳۰ | ۹ آذر ۱۳۳۰       | مستقل    | [ ۱۶ ]        |
| وزیر دادگستری                   |  | شمس‌الدین امیرعلائی          | ۹ آذر ۱۳۳۰       | ۱۶ بهمن ۱۳۳۰     | جبهه ملی | [ ۱۵ ]        |
| وزیر دادگستری                   |  | حسن سمیعی*                  | ۱۶ بهمن ۱۳۳۰     | ۱۴ تیر ۱۳۳۱      | مستقل    | [ ۲۱ ] [ ۲۲ ] |
| وزیر راه                        |  | جواد بوشهری                 | ۱۱ اردیبهشت ۱۳۳۰ | ۱۴ تیر ۱۳۳۱      | مستقل    | [ ۱۶ ]        |
| وزیر فرهنگ                      |  | کریم سنجابی                 | ۱۱ اردیبهشت ۱۳۳۰ | ۹ آذر ۱۳۳۰       | جبهه ملی | [ ۱۶ ] [ ۱۹ ] |
| وزیر فرهنگ                      |  | محمود حسابی                 | ۱۳ آذر ۱۳۳۰      | ۱۴ تیر ۱۳۳۱      | مستقل    | [ ۲۳ ]        |
| وزیر کار                        |  | محمدابراهیم امیرتیمور کلالی | ۱۱ اردیبهشت ۱۳۳۰ | ۱۳ دی ۱۳۳۰       | جبهه ملی | [ ۱۶ ] [ ۲۴ ] |
| وزیر کار                        |  | ابراهیم خلیل عالمی          | ۲۸ دی ۱۳۳۰       | ۱۴ تیر ۱۳۳۱      | جبهه ملی | [ ۲۵ ]        |
| وزیر کشاورزی                    |  | حسنعلی فرمند                | ۱۱ اردیبهشت ۱۳۳۰ | ۹ آذر ۱۳۳۰       | مستقل    | [ ۱۶ ] [ ۲۶ ] |
| وزیر کشاورزی                    |  | خلیل طالقانی                | ۲۰ آذر ۱۳۳۰      | ۱۴ تیر ۱۳۳۱      | جبهه ملی | [ ۱۸ ]        |
| وزیر کشور                       |  | فضل‌الله زاهدی               | ۱۱ اردیبهشت ۱۳۳۰ | ۱۰ مرداد ۱۳۳۰    | نظامی    | [ ۱۶ ]        |
| وزیر کشور                       |  | شمس‌الدین امیرعلائی          | ۱۰ مرداد ۱۳۳۰    | ۹ آذر ۱۳۳۰       | جبهه ملی | [ ۱۳ ]        |
| وزیر کشور                       |  | محمدابراهیم امیرتیمور کلالی | ۹ آذر ۱۳۳۰       | ۱۳ دی ۱۳۳۰       | جبهه ملی | [ ۱۵ ] [ ۲۴ ] |
| وزیر کشور                       |  | اللهیار صالح                | ۲۳ بهمن ۱۳۳۰     | ۲۷ اسفند ۱۳۳۰    | جبهه ملی | [ ۲۷ ]        |
| وزیر کشور                       |  | مصطفی‌قلی رام                | ۲۷ اسفند ۱۳۳۰    | ۱۴ تیر ۱۳۳۱      | مستقل    | [ ۲۸ ]        |
| وزیران مشاور                    |  |                             |                  |                  |          |               |
| وزیر مشاور                      |  | محمدحسن لقمان ادهم          | ۲ مهر ۱۳۳۰       | ۱۴ تیر ۱۳۳۱      | مستقل    | [ ۱۷ ]        |
| وزیر مشاور                      |  | شمس‌الدین امیرعلائی          | ۱۶ بهمن ۱۳۳۰     | ۱۴ تیر ۱۳۳۱      | جبهه ملی | [ ۲۱ ]        |
| معاونان نخست‌وزیر                |  |                             |                  |                  |          |               |
| معاون اداری                     |  | عباس مؤدب نفیسی             | ۲۱ اردیبهشت ۱۳۳۰ | ۱۴ تیر ۱۳۳۱      | مستقل    | [ ۲۹ ]        |
| معاون سیاسی و پارلمانی          |  | حسین فاطمی                  | ۲۱ اردیبهشت ۱۳۳۰ | آذر ۱۳۳۰         | جبهه ملی | [ ۲۹ ]        |
| رئیس اداره‌کل انتشارات و تبلیغات |  | حسین فاطمی*                 | ۱۷ اردیبهشت ۱۳۳۰ | ۲۱ اردیبهشت ۱۳۳۰ | جبهه ملی | [ ۳۰ ]        |
| رئیس اداره‌کل انتشارات و تبلیغات |  | محمد حجازی                  | ۲۱ اردیبهشت ۱۳۳۰ | ۱۴ تیر ۱۳۳۱      | مستقل    | [ ۲۹ ]        |

## استعفای دولت
با آغاز دوره هفدهم مجلس شورای ملی، وزیران استعفانامه‌های خود را در روز ۱۴ اردیبهشت ۱۳۳۱ تقدیم نخست‌وزیر کرده و امور وزارت‌خانه‌ها را به معاونان خود سپردند. محمد مصدق طبق سنت پارلمانی، استعفای خود و دولت را عصر همان‌روز به حضور شاه تقدیم کرد. نتیجهٔ رأی‌گیری مجلسین نسبت به ادامهٔ نخست‌وزیری مصدق به شرح زیر است:
| تاریخ       | مجلس | رأی            | منبع   |
| ----------- | ---- | -------------- | ------ |
| ۱۵ تیر ۱۳۳۱ | شورا | ۵۲ از ۶۶ (۷۹٪) | [ ۳۲ ] |
| ۱۸ تیر ۱۳۳۱ | سنا  | ۱۴ از ۳۶ (۳۹٪) | [ ۳۳ ] |

پس از ابراز تمایل مجلس شورای ملی و علی‌رغم نارضایتی مصدق از رأی ضعیف مجلس سنا، وی در روز ۱۹ اردیبهشت دوباره به نخست‌وزیری منصوب شد اما به دلیل مخالفت شاه با واگذاری منصب وزارت جنگ به نخست‌وزیر، مصدق در ساعات پایانی روز ۲۵ اردیبهشت استعفا داد.

## یادداشت
1. ↑  سید باقر کاظمی وزیر امور خارجه، در دوران سفر مصدق به ایالات متحده آمریکا، به‌عنوان کفیل نخست‌وزیری به فعالیت پرداخت.[۱۱]
2. ↑  تا زمان تعیین وزیر جدید، احمد زیرک‌زاده معاون وزارت اقتصاد ملی به اداره امور وزارت‌خانه پرداخت.[۱۳]
3. ↑  تا زمان تعیین وزیر جدید، علی‌اصغر فروزان معاون وزارت دارایی به اداره امور وزارت‌خانه پرداخت.
4. ↑  تا زمان تعیین وزیر جدید، حبیب نفیسی معاون وزارت کار به اداره امور وزارت‌خانه پرداخت.
5. ↑  تا زمان تعیین وزیر جدید، هادی اشتری معاون وزارت کشاورزی به اداره امور وزارت‌خانه پرداخت.
6. ↑  تا زمان تعیین وزیر جدید، عماد ممتاز معاون وزارت کشور به اداره امور وزارت‌خانه پرداخت.[۲۴]